# Kingdom Come (gruppo musicale)
I Kingdom Come sono una band heavy metal formata a Los Angeles nel 1987.

## Storia

### L'esordio
I Kingdom Come vennero fondati nel 1987 dal cantante di origini tedesche Lenny Wolf a seguito dello scioglimento della sua band precedente, gli Stone Fury, con cui pubblicò due album per la MCA Records senza però ottenere particolari riscontri commerciali. Nel 1988 venne poi chiesto a Wolf ed il suo manager Marty Wolff di mettere in piedi una nuova band assieme. Wolff, che non è un parente di Lenny, era anche il manager degli Stone Fury. La prima formazione dei Kingdom Come era composta da Wolf, i chitarristi Danny Stagg e Rick Steier, il bassista Johnny B. Frank e l'ex batterista dei Black Sheep e Montrose James Kottak
. Sia Stagg che Frank erano stati in precedenza membri dei WWIII.
Derek Shulman assicurò la band alla Polydor Records. Il debutto omonimo Kingdom Come, registrato ai Little Mountain Studios di Vancouver, Canada e prodotto da Bob Rock (noto per i suoi lavori con Bon Jovi, Aerosmith, Loverboy), vide la luce nel 1988. Partendo come band sconosciuta, i Kingdom Come ottennero un ottimo successo, raggiungendo presto la dodicesima posizione nelle classifiche americane. Le vendite risultarono alte grazie soprattutto alle radio hits "Get It On" e "What Love Can Be".
Il gruppo godette di ottima pubblicità, ma venne spesso apertamente paragonato ai Led Zeppelin. Come di consueto, la critica puntualizzò come la voce fosse particolarmente ispirata a quella di Robert Plant come anche i frequenti riff, che portarono la band ad essere criticata per questo aspetto. Il debutto venne addirittura criticato per essere molto simile al debutto degli Stone Fury. Naturalmente il paragone con i Led Zeppelin non abbandonerà il gruppo anche negli anni successivi. Perfino Gary Moore e Ozzy Osbourne registrarono un brano dal titolo di "Led Clones" che attaccava i cloni dei Led Zeppelin citando esplicitamente gruppi come i Kingdom Come o Whitesnake. Il brano venne inserito nel disco di Gary Moore After the War del 1989.
Tuttavia la band si assicurò un posto allo statunitense Monsters of Rock che includeva gruppi come Metallica, Dokken, Scorpions e gli headliners Van Halen al Meadownlands Stadium in New Jersey di fronte a 80.000 persone. Dopo il festival, il gruppo continuò a suonare al fianco degli Scorpions per altri due mesi. Ulteriori date seguirono al fianco di Bon Jovi, Ratt e Britny Fox in Giappone nel capodanno 88/89 e un concerto nel Regno Unito di supporto ai Magnum. L'anno seguente il gruppo partecipò ad intensivi tour negli States per promuovere l'uscita del secondo disco In Your Face, suonando da spalla a Whitesnake, Cheap Trick e Fleetwood Mac.
In seguito a critiche ed attriti interni, la formazione originale si sciolse nell'agosto 1989. Kottak fondò i Wild Horses e successivamente raggiungerà i Warrant per un breve periodo. Kottak più avanti diverrà il frontman dei KrunK, gruppo fondato assieme a sua moglie Athena, sorella del batterista dei Mötley Crüe Tommy Lee. Infine il batterista si stabilizzerà negli Scorpions.

### Rinascita
Lenny Wolf, dopo una pausa, riassemblò una nuova formazione dei Kingdom Come dando alle stampe il terzo disco Hands of Time nel 1991. Wolf questa volta chiamò in causa il chitarrista di Los Angeles Blues Saraceno, poco dopo membro dei Poison, il batterista Steve Burke ed il tastierista Voen Van Baal. Saraceno suonò in tre tracce che andranno a comporre Hands of Time, mentre altri chitarristi che parteciparono alle registrazioni furono, oltre allo stesso Wolf, Marco Moir e Bert Meulendijk. Il disco venne registrato tra i Wisseloord Studios nei Paesi Bassi e i The Hit Factory a New York. Wolf venne notevolmente aiutato nel songwriting da Carol Tatum. Sfortunatamente per i Kingdom Come, nonostante le indubbie qualità del disco, il livello di interesse per la band declinò notevolmente e Hands Of Time fallì nelle classifiche statunitensi.
Wolf tornò nel 1993 con un nuovo contratto discografico con la WEA Records. Wolf questa volta si ricollocò in Germania, assemblando una nuova formazione tutta tedesca con Billy Liesgang e Heiko Radke-Sieb alle chitarre, ed il batterista Kai Fricke. Il disco Bad Image venne pubblicato nel 1993.
A seguito delle registrazioni, Radke fondò la band Twork assieme al batterista dei Gamma Ray Thomas Nack. Brodtrager allo stesso tempo raggiunse i thrashers Desert Storm, Dr. Shivago e più tardi la nu metal band Rising Down. Bad Image, prodotto nuovamente da Lenny Wolf assistito da Stefan Galfas, venne registrato tra i Kiva West Studio a Los Angeles e Chateau De Pape Studio ad Amburgo. Nel 1995 Wolf riorganizzò una nuova formazione nuovamente composta da musicisti tedeschi con Markus Dehmel e Oliver Kießner alle chitarre, il bassista Mirko "Mike" Schaffer, il tastierista Bernd Fitzen ed il batterista Kai Fricke. Diedero alle stampe Twilight Cruiser,  disco dalle sonorità più sperimentali. I chitarristi Schaffer/Fricke creeranno anche un progetto parallelo con l'ex chitarrista dei KC Heiko Radke chiamato Different Green. Questo progetto, dopo la dipartita di Radke e Schaffer, venne rinominato Sub Orange Frequency. Radke successivamente formerà i Babylon 27 dall'unione con l'ex-batterista degli Helloween Riad "Ritchie" Abdel-Nabi.
I Kingdom Come intrapresero un tour nel ruolo di headliner in Germania nel primo 1996 supportati dai Crown of Thorns. Da queste date venne realizzato il primo album live, Live & Unplugged, un doppio cd contenente anche alcune versioni acustiche. Nel 1997 il gruppo continua la carriera con la pubblicazione del sesto album in studio, Master Seven, con il contributo di Schiliro alla produzione e l'introduzione del nuovo bassista Mark Smith. Mentre le sessioni di batteria vennero registrate da Dion Murdock. L'album, registrato agli Eastern Pacific Studios di Basilea, Svizzera, vide maggiori riscontri di vendite in Europa. Seguirono tour con la band di Paul Shortino come supporto.

### Tempi recenti
Lenny Wolf riemerse con i Kingdom Come nell'ottobre del 2000 pubblicando il nuovo album Too. Dopo l'unico sopravvissuto Smith, il frontman incluse i chitarristi Oliver Kießner e Mirko Michalzik, il tastierista Bjorn Tiemann ed il batterista Mark Cross, impegnato all'epoca con i Metalium. Questo disco includeva tre tracce ri-registrate tra le prime degli Stone Fury. In tour venne arruolato l'ex chitarrista dei Lacrimosa e Therion Eric Förster che suonò con la band a Oslo nel marzo 2001.
Wolf parteciperà al progetto German Rock Stars nell'ottobre 2001 cantando nel brano "Wings Of Freedom" in memoria delle vittime dell'11 settembre al World Trade Center. Nel 2002 Wolf e soci pubblicheranno il disco Independent, che pur essendo accreditato come album dei Kingdom Come, venne composto, registrato e prodotto interamente da lui stesso senza la partecipazione di alcun musicista. I conseguenti tour con i Gotthard videro la formazione dei Kingdom Come aggiornata con i chitarristi Eric Förster e Yenz Leonhardtil bassista Dirk Wolff ed il batterista dei Royal Hunt Allan Tschicaja. Leonhardt successivamente raggiungerà gli Iron Savior nel ruolo di bassista. Wolf cominciò a rialltestire una nuova formazione in occasione della pubblicazione del prossimo disco, con Eric Förster ancora una volta dietro le 6 corde. Il ruolo di bassista venne coperto da George Achour mentre alla batteria subentrò l'ex Assignmente e Avelon Hendrik Thiesbrummel.
I Kingdom Come tornarono così sulle scene nell'agosto 2004 con il nuovo album Perpetual. Seguiranno in ottobre diversi tour europei. Nel febbraio 2005 la band annuncia un tour negli USA, le loro prime date nel continente dopo una decade. Queste date vennero però cancellate. L'ex chitarrista Oliver Kießner annunciò la nuova band Amitav, dall'unione con l'ex cantante degli Avantasia Ralf Zdiarstek.
I Kingdom Come vennero poi raggiunti dal bassista Frank Binke, riannunciando i piani per un tour statunitense al fianco degli Helloween per l'ottobre 2006 in simultanea con la pubblicazione del decimo album Ain't Crying for the Moon. Il disco conteneva la ri-registrazione della hit "Get It On". Verso metà novembre 2006 la band, al fianco di noti artisti come Glenn Hughes, Rick Wakeman, Tony Iommi, Ken Hansley, Nazareth, The Animals e Bonnie Tyler, suonarono al palazzo del Cremlino di Mosca, Russia in occasione dell'anniversario dei 30 anni del gruppo russo Zemlyane. Arruolato il chitarrista Yenz Leonhardt, il gruppo partì in tour con i Dokken per il "Defenders of Rock" tour nel 2007, entrambi nel ruolo di headliner in Europe tra il 26 settembre ed il 22 ottobre. Il gruppo suonò anche al britannico "Z Rock festival" i 7 ottobre a Wigan con gruppi come Dokken, House of Lords, China, Stevei Jaimz e molti altri.

## Lineup

### Attuale
- Lenny Wolf - voce, chitarra
- Eric Foerster - chitarra
- Frank Binke - basso
- Hendrik Thiesbrummel - batteria

### Ex componenti
- Danny Stag - chitarra (1987-89)
- Rick Steier - chitarra (1987-89)
- Johnny B. Frank - basso (1987-89)
- James Kottak - batteria (1987-89)
- Bert Meulendijk - chitarra
- Billy Liesgang - chitarra
- Heiko Radke-Sieb - chitarra
- Kai Fricke - batteria (1995)
- Markus Dehmel - chitarra (1995)
- Oliver Kießner - chitarra (1995, 2000)
- Mirko "Mike" Schaffer - basso (1995)
- Bernd Fitzen - tastiere (1995)
- Kai Fricke - batteria
- Mark Smith - basso (1997-00)
- Mirko Michalzik - chitarra
- Bjorn Tiemann - tastiere
- Mark Cross - batteria (2000)
- Dirk Wolff - basso
- Allan Tschicaja - batteria
- Yenz Leonhardt - chitarra

### Session player
- Dion Murdock - batteria
- Bert Meulendijk - chitarra
- Marco Moir - chitarra
- Voen Van Baal - tastiere
- Steve Burke - batteria
- Blues Saraceno - chitarra

## Discografia

### Album in studio
- 1988 - Kingdom Come
- 1989 - In Your Face
- 1991 - Hands of Time
- 1993 - Bad Image
- 1995 - Twilight Cruiser
- 1997 - Master Seven
- 2000 - Too
- 2002 - Independent
- 2004 - Perpetual
- 2006 - Ain't Crying for the Moon
- 2009 - Magnified
- 2011 - Rendered Waters
- 2013 - Outlier

### Live
- 1996 - Live & Unplugged

### Raccolte
- 1998 - Balladesque
- 2003 - 20th Century Masters: The Millennium Collection: The Best of Kingdom Come

### Singoli
- 1988 - Get it On
- 1988 - What Love Can Be
- 1988 - Living Out of Touch
- 1989 - Who Do You Love
- 1989 - Do You Like It
- 1989 - Overrated